# Миролюбова (деревня)
Миролюбова — деревня в Исетском районе Тюменской области России. Входит в состав Коммунаровского сельского поселения.

## География
Деревня находится в юго-западной части Тюменской области, в пределах юго-западной части Западно-Сибирской низменности, в подзоне северной лесостепи, на берегах реки Бекшильки, на расстоянии примерно 15 километров (по прямой) к северо-востоку от села Исетского, административного центра района. Абсолютная высота — 81 метр над уровнем моря.

### Климат
Климат континентальный с холодной зимой и жарким непродолжительным летом. Продолжительность солнечного сияния — 2076 часов в год. Безморозный период длится в среднем 191 день. Среднегодовое количество осадков — 374 мм, из которых около 304 мм выпадает в период с апреля по октябрь. Продолжительность периода с устойчивым снежным покровом — 150 дней.

## Население
| 2010 |
| ---- |
| 60   |

### Половой состав
По данным Всероссийской переписи населения 2010 года в половой структуре населения мужчины составляли 41,7 %, женщины — соответственно 58,3 %.

### Национальный состав
Согласно результатам переписи 2002 года, в национальной структуре населения русские составляли 95 % из 90 чел.